# چارلز متیاس، جونیور
چارلز متیاس، جونیور (به انگلیسی: Charles Mathias, Jr.) سناتور سابق عضو حزب جمهوری‌خواه ایالات متحده آمریکا بود. وی در سال ۱۹۶۹ تا ۱۹۸۷ میلادی سناتور ایالت مریلند در سنای ایالات متحده آمریکا بود.